# Лепсиус, Иоганнес

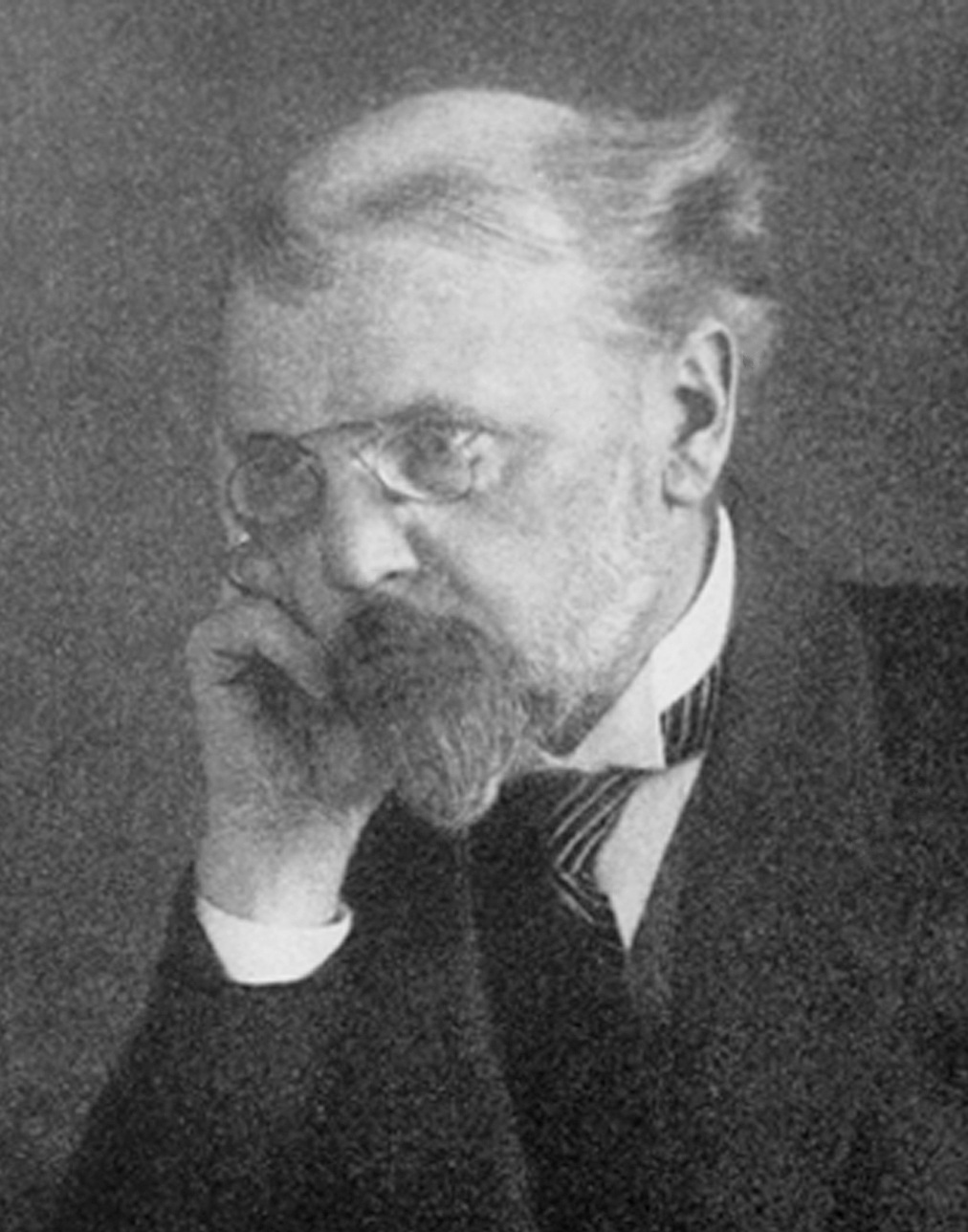
Иоганнес Лепсиус

Иога́ннес Ле́псиус (нем. Johannes Lepsius, 15 декабря 1858, Потсдам, Германия — 3 февраля 1926, Мерано, Италия) — германский богослов, протестантский миссионер и общественный деятель, основатель Deutschen Orientmission, организации для помощи христианам на Востоке. Своей деятельностью пытался обратить внимание мировой общественности к геноциду населения Западной Армении.

## Биография
Иоганнес Лепсиус родился в семье выдающегося прусского археолога Карла Рихарда Лепсиуса, основателя немецкой египтологии, и Элизабет Клейн, дочери композитора Бернгарда Клейна. Иоганнес — брат художника Рейнгольда Лепсиуса.
В 1880 г. Лепсиус впервые побывал на Ближнем Востоке. Основал «Ориент Миссион» — организацию для помощи восточным христианам. В 1884—1885 гг. Лепсиус вторично посетил Ближний Восток, побывал в Иерусалиме. 
Общественная деятельность Лепсиуса в защиту армянского народа началась в период погромов армян в Турции, учинённых специальными войсками султана, так называемыми хамидие, в 1894—96 гг. Весной 1896-го он, совместно с Джоном Гринфилдом, совершил продолжительную поездку по Малой Азии в целях сбора свидетельств очевидцев событий и оказания возможной помощи армянам на месте. В городе Урфа Лепсиус познакомился с американкой Коринной Шаттак (1848—1910). В конце 1895 года она была свидетелем массовых убийств армян Урфы бандами хамидие, включая гибель тысяч армян в местном соборе. Коринна Шаттак назвала это зверство «Холокостом урфанских армян». Лепсиус построил в Урфе несколько домов милосердия для переживших погромы жителей. 
С августа 1896 года Лепсиус начал публикацию в немецкой печати серии статей под общим названием «Правда об Армении». Эти статьи (всего их 18) легли в основу капитального труда Лепсиуса «Армения и Европа. Обвинение против великих держав и призыв к христианской Германии» (1896). Труд этот, выдержавший за два года 7 изданий, был переведен на английский и французский языки и сыграл значительную роль в формировании европейского общественного мнения в пользу армянского народа. Лепсиус деятельно участвовал в организации митингов протеста против резни армян в Османской империи, в своих выступлениях прямо указывал, что это преступление — дело рук турецкого правительства во главе с султаном Абдул-Хамидом.
В 1914 году Лепсиус, совместно с Паулем Рорбахом и армянским поэтом Аветиком Исаакяном, основал Германо-армянское общество и немецко-армянский журнал «Месроп». В годы Первой мировой войны Лепсиус подготовил и тайно издал две книги, обличавшие и осуждавшие организованный младотурками геноцид армян:
- «Bericht über die Lage des armenischen Volkes in der Türkei» («Доклад о положении армянского народа в Турции», 1916 год) и
- «Der Todesgang des armenischen Volkes»[6] («Дорога смерти армянского народа»).

Общий тираж обеих книг составил 20 000 экземпляров. В процессе работы над книгами, в сентябре 1915 года Лепсиус опубликовал в швейцарской газете статью «Уничтожение целого народа».
Одним из немногих германских политиков, поддержавших Лепсиуса, был Маттиас Эрцбергер, католик из партии Центр.
После публикации «Доклада о положении армянского народа...» Лепсиус был выслан в нейтральную Голландию, где он продолжил свою проармянскую деятельность, установил контакты со Спюрком (армянской диаспорой) начал переписку с британским государственным деятелем Джеймсом Брайсом. Лепсиус разработал детальный план создания Международной лиги защиты армян.
В 1919 году Лепсиус переиздал «Доклад о положении армянского народа...», под названием «Гибель армянского народа». В том же 1919 году Лепсиус опубликовал объемистый сборник документальных фактов «Германия и Армения 1914—1918 годы», в котором собраны донесения германских послов, консулов, и других дипломатических работников, рапорты, обращения и письма немецких граждан и множество других документов, неопровержимо свидетельствующих о наличии заранее разработанной младотурками программы истребления западно-армянского населения, а также косвенно раскрывавших попустительство правящих кругов Германии. Через Аветика Исаакяна этот сборник документов был направлен Лепсиусом армянской делегации, принимавшей участие в Версальской мирной конференции.
В 1921 году в берлинском суде Лепсиус выступил свидетелем защиты на процессе армянского мстителя Согомона Тейлиряна.
В 1920-е гг. Лепсиус продолжал оказывать материальную помощь армянским сиротам-беженцам, направлял в Советскую Армению медикаменты от Германо-армянского общества. В 1923 году Лепсиус основал частную Армянскую академию.
В романе Франца Верфеля «Die vierzig Tage des Musa Dagh» («40 дней Муса-дага») Лепсиус был назван «ангелом-хранителем армян».
В Германии открыт «Архив Лепсиуса».